# Rozdollea, Simferopol
Rozdollea (în ucraineană Роздолля) este un sat în așezarea urbană Mîkolaiivka din raionul Simferopol, Republica Autonomă Crimeea, Ucraina.

## Demografie
Componența lingvistică a localității Rozdollea
     Rusă (70,58%)
     Tătară crimeeană (18,81%)
     Ucraineană (10,06%)
     Alte limbi (0,18%)
Conform recensământului din 2001, majoritatea populației localității Rozdollea era vorbitoare de rusă (70,58%), existând în minoritate și vorbitori de tătară crimeeană (18,81%) și ucraineană (10,06%).